# Bóra

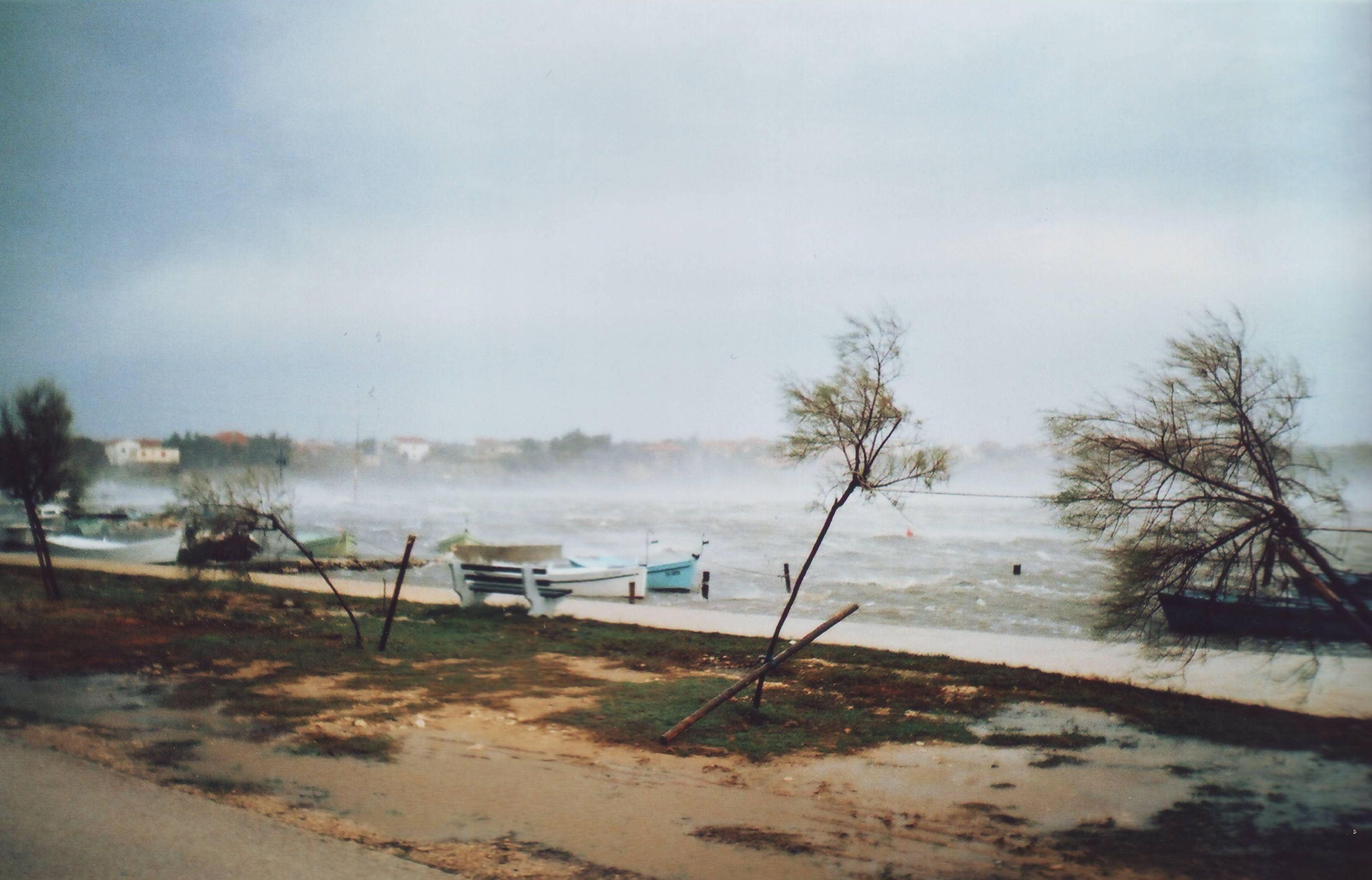
Bóra v Chorvatsku

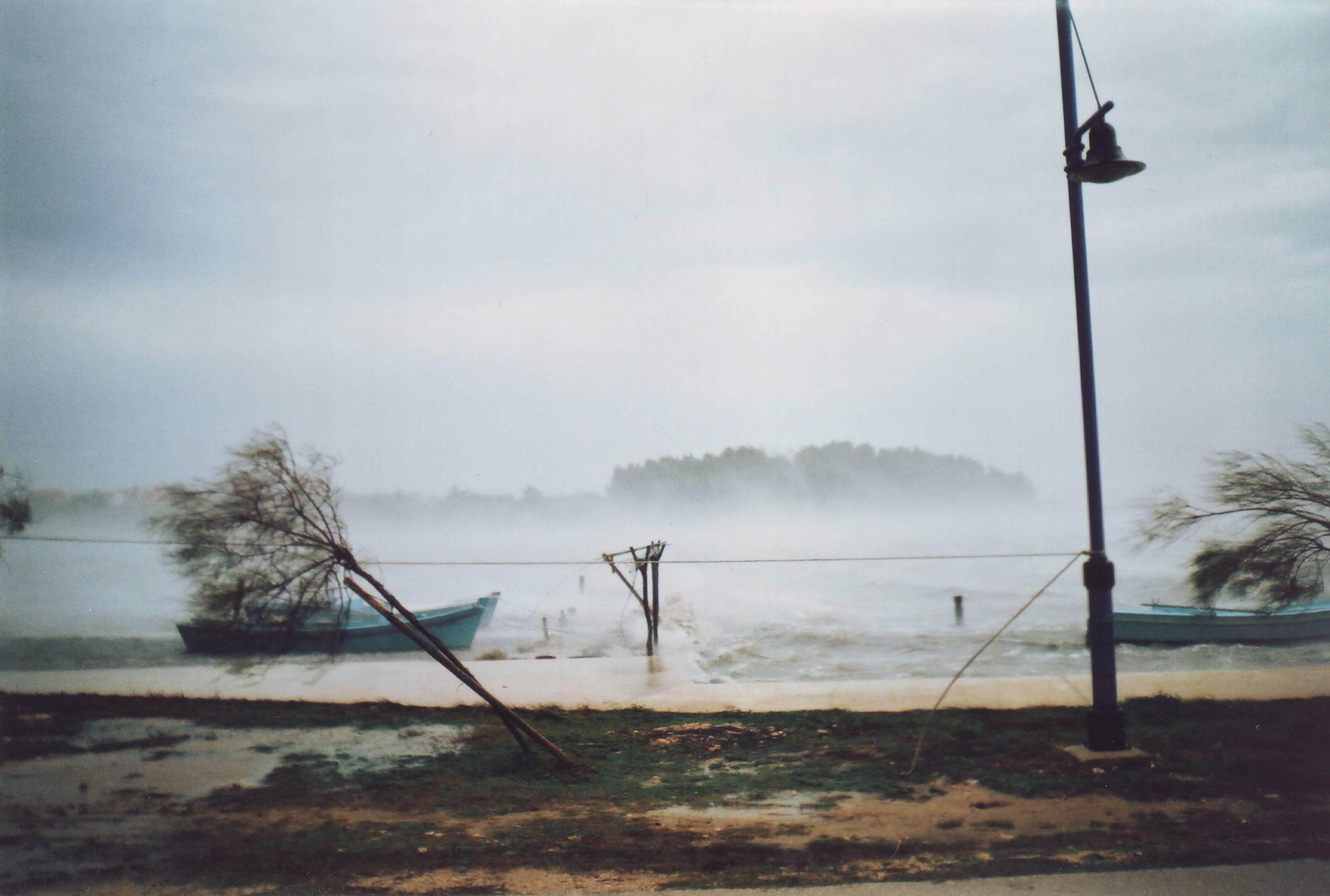
Pohled na mořské pobřeží za bóry

Bóra (chorvatsky bura, slovinsky burja) je severní až severovýchodní katabatický (padavý) vítr na Jadranu, v Řecku, Rusku a Turecku (podobné větry se vyskytují v Antarktidě, Patagonii, v Japonsku jako oroši či jako piteraq v Grónsku). Jméno bóra dostala podle postavy severního větru se jménem Boreas z řecké mytologie.
Proměnlivá bóra je citelná po celé Dalmácii i zbytku východního pobřeží Jadranu. Vane nárazově, nejčastěji v zimě. Jak roku 1876 zjistil meteorolog Wrangel, bóra je silnější v době, kdy se polární tlaková výše usadí nad sněhem pokrytými vrcholy Dinárských hor, zatímco nad teplejším Jadranem vládne tlaková níže. Jakmile se v noci začne vzduch ochlazovat a tudíž houstnout, bóra sílí. Bóra se dělí podle dalších meteorologických podmínek na dva typy: tzv. „čistá bóra“ (italsky Bora chiara) – bóra vznikající za jasných dnů – a „temná bóra“ (Bora scura), vznikající tehdy, když se na horských vrcholcích začnou vytvářet mraky a počnou se pohybovati směrem k pobřeží, nesouce s sebou déšť.
K místům s nejsilnějšími bórami se řadí chorvatské pohoří Velebit. V tomto pobřežním horském pásu, dlouhém 145 kilometrů, nastávají silné klimatické změny mezi kontinentálním podnebím ve vnitrozemí (celoroční velké teplotní rozdíly mezi dnem a nocí) a pobřežím Jadranu, na kterém vládne podnebí středomořské. Bóra přichází, když se tyto podnebné rozdíly začnou vyrovnávat. V té době může být pro nezkušené mořeplavce extrémně nebezpečné plavit se v oblasti Velebitského kanálu, neboť silný vítr přichází náhle za jasného, mnohdy i bezvětrného dne a může způsobit velké problémy. Nedaleko města Senj a opčiny Karlobag a u jižní části silničního tunelu Sveti Rok může bóra dosahovat rychlosti až 220 kilometrů v hodině. 15. března 2006 byla na Pažském mostě naměřena rychlost nárazu dokonce 235 km/hod.
Vítr se stejnými rysy nalezneme i ve slovinské oblasti Kras. Protože tato oblast odděluje svými vápencovými vrcholy jaderské pobřeží od pásu Julských Alp, dochází zde k tvorbě velmi silných bór, které dokonce ovlivňují i zdejší tradiční způsob života i architekturu. Města na pobřeží, v místech, kde se bóra často objevuje, mají hustou zástavbu a úzké uličky. Budovy ve slovinských městech a vesnicích, stejně jako v italské provincii Terst, mají na střechách velké kameny, aby se zabránilo odtržení střešní krytiny. Podél chodníků v centru Terstu jsou místy k ulehčení chůze použity řetězy a provazy.
Silné bóry se vyskytují i na pobřeží Černého moře. V ruském Novorossijsku je známa jako nordost a dosahuje rychlosti až 220 km/h.